# Huishoudelijke hulp

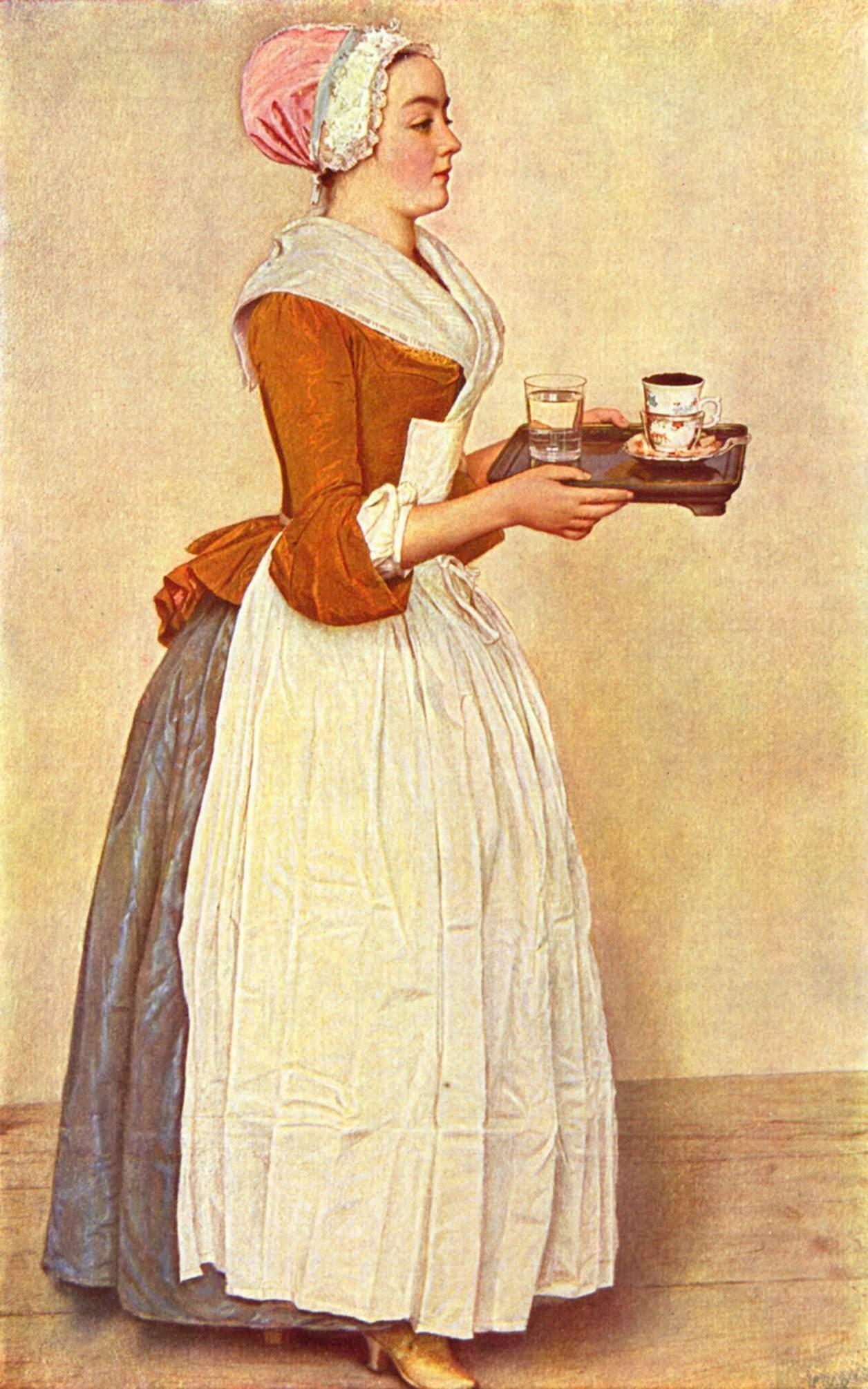
Een Franse werkster, van Jean-Étienne Liotard

Huishoudelijke hulp, ook wel werkster, poetsvrouw, interieurverzorgster, kuisvrouw of poets, is iemand die tegen betaling huishoudelijk werk voor een particulier verricht.

## Nederland
Huishoudelijk werk voor welgestelden werd in de eerste helft van de twintigste eeuw vooral verricht door dienstboden in loondienst.
Oorspronkelijk was voor meisjes zonder rijke ouders het volgen van een opleiding nauwelijks weggelegd. Zij werden dan op jonge leeftijd al werkster om in hun levensonderhoud te voorzien of om bij te dragen bij het gezinsinkomen van hun ouders.
Door de afname van de inspanning die met huishoudelijk werk gepaard gaat en door de stijging van de lonen (waaronder de invoering van het minimumloon) volstaan ook welgestelden nu met een werkster voor enkele uren per week.
De meeste werksters zijn sinds de laatste decennia van de twintigste eeuw gehuwde vrouwen zonder ander beroep die hun inkomen niet voor de belasting opgeven en dus zwart- of grijswerken, wat door de overheid in feite gedoogd wordt. Ook veel bijstandsmoeders en illegalen werken als werksters.
Dit gedoogbeleid kan als een subsidie op het laten verrichten van huishoudelijk werk gezien worden. Het loon is afhankelijk van de plaatselijke situatie en is iets hoger voor de werkster die zelfstandig werkt terwijl er niemand thuis is dan voor de werkster die onder voortdurend toezicht van de huisvrouw bezig is.

### Witte werkster
De overheid heeft, met de invoering van de regeling schoonmaakdiensten bij particulieren in 1997, de ingezette verandering van inwonend naar een meer gewone werkrelatie doorgezet door ook de inkomsten officieel (wit) te maken. Hier is ook de oorsprong van de term de witte werkster.
Anno 2018 waren er ongeveer anderhalf miljoen Nederlandse huishoudens die een werkster hadden en hier gemiddeld 9,60 euro voor betaalden.